# Гвинея на летних Олимпийских играх 2008
Гвинея принимала участие в Летних Олимпийских играх 2008 года в Пекине (Китай) в девятый раз за свою историю, но не завоевала ни одной медали.  Страну представляли два мужчины и три женщины, принимавшие участие в соревнованиях по лёгкой атлетике, плаванию и тхэквондо.

## Лёгкая атлетика
Спортсменов — 2
Мужчины
| Спортсмен          | Вид   | Забег     | Забег | Четвертьфинал | Четвертьфинал | Полуфинал | Полуфинал | Финал     | Финал     |
| Спортсмен          | Вид   | Результат | Место | Результат     | Место         | Результат | Место     | Результат | Место     |
| ------------------ | ----- | --------- | ----- | ------------- | ------------- | --------- | --------- | --------- | --------- |
| Набье Фодей Фофана | 200 м | 21,68     | 7     | Не прошёл     | Не прошёл     | Не прошёл | Не прошёл | Не прошёл | Не прошёл |

Женщины
| Спортсмен      | Вид               | Забег           | Забег | Четвертьфинал | Четвертьфинал | Полуфинал | Полуфинал | Финал     | Финал     |
| Спортсмен      | Вид               | Результат       | Место | Результат     | Место         | Результат | Место     | Результат | Место     |
| -------------- | ----------------- | --------------- | ----- | ------------- | ------------- | --------- | --------- | --------- | --------- |
| Фатмата Фофана | 100 м с барьерами | не финишировала | -     | Не прошла     | Не прошла     | Не прошла | Не прошла | Не прошла | Не прошла |

## Плавание
Спортсменов — 2
Мужчины
| Спортсмен    | Вид                | Заплыв    | Заплыв | Полуфинал | Полуфинал | Финал     | Финал     |
| Спортсмен    | Вид                | Результат | Место  | Результат | Место     | Результат | Место     |
| ------------ | ------------------ | --------- | ------ | --------- | --------- | --------- | --------- |
| Мамаду Киссе | 50 м вольный стиль | 29,29     | 89     | Не прошёл | Не прошёл | Не прошёл | Не прошёл |

Женщины
| Спортсмен   | Вид                | Заплыв    | Заплыв | Полуфинал | Полуфинал | Финал     | Финал     |
| Спортсмен   | Вид                | Результат | Место  | Результат | Место     | Результат | Место     |
| ----------- | ------------------ | --------- | ------ | --------- | --------- | --------- | --------- |
| Дьене Барри | 50 м вольный стиль | 39,80     | 89     | Не прошла | Не прошла | Не прошла | Не прошла |

## Тхэквондо
Спортсменов — 1
Женщины
| Спортсмен    | Категория | 1/8                  | Четвертьфинал         | Полуфинал             | Утешительный полуфинал | Финал                 |                       |
| Спортсмен    | Категория | Соперник Результат   | Соперник Результат    | Соперник Результат    | Соперник Результат     | Соперник Результат    |                       |
| ------------ | --------- | -------------------- | --------------------- | --------------------- | ---------------------- | --------------------- | --------------------- |
| Мариам Барри | 67 кг     | Хелена Фромм Пор 1:6 | Закончила выступление | Закончила выступление | Закончила выступление  | Закончила выступление | Закончила выступление |